# Хіу
Хів (іноді пишеться Хіу) — найпівнічніший острів Вануату, розташований у провінції Торба.

## Назва
Назва острова Hiw [hiw] походить від місцевої мови Hiw; воно відоме як Hiu [hi̯u] в сусідній Ло-Тога. Етимологічно ці форми відображають прато-торрес-банк *siwo, від протоокеанського *sipo «(йти) вниз», що розуміється тут у його геоцентричному значенні «розташований на північний захід».

## Географія
Хів — найбільший острів у групі Торресових островів у провінції Торба. Він розташований на схід від Торресової западини, на південь від Ванікоро на Соломонових островах. Його площа становить 51 квадратний кілометр (20 квадратних миль). Найвища точка — гора Вонвара (366 метрів (1201 фут).
Клімат Хів вологий тропічний. Середньорічна кількість опадів становить близько 4000 мм. На острові частини циклони та землетруси.
Пойнт Вевоаг (місцева назва Нгре Туме), північний міст Хів, є найпівнічнішою точкою суші Вануату. За 1,6 кілометра (1,0 міль) від Хів знаходиться занурений кораловий риф Нґвей Гакве (колишній Ресіф Жіродо), над яким розбиваються хвилі.

## Населення
Хіу має населення близько 270 жителів.
Вони розподілені в трьох селах, усі розташовані на східному узбережжі: Йогві [ˈjɔɰwjə]; Yaqane [jaˈkʷanə]; і головне село Yögevigemëne [ˌjɵɣəˌβiɣəˈmenə], назву якого іноді скорочують до Yugemëne [ˌjʉɣəˈmenə].
Мова, якою розмовляють на острові, також називається хіу.